# 中川一郎
中川一郎（1925年3月9日—1983年1月9日），日本政治家，屬自民黨，1983年在札幌自殺而死。為中川昭一之父，中川義雄之兄。出生於北海道廣尾町。